# 侯青
侯青（?—?），五胡十六国前燕将领。长乐郡武邑县人，一说安定郡朝那县人。
侯青在前燕担任屯騎校尉、将作大匠。慕容儁時代，侯青活躍、機敏，富有謀略，骁勇善于騎射。战争时他常常先登陷陣。因勇猛被慕容儁比作蜀漢的車騎将軍張飛。